# Polär triangel

Figur 1. Den sfäriska triangeln (blå) och dess polära triangel (röd).

Den polära triangeln {\displaystyle \triangle A'B'C'} i figur 1 är en dual till den sfäriska triangeln {\displaystyle \triangle ABC}. Om två av hörnen i {\displaystyle \triangle ABC} ligger på en "ekvator" till sfären så är den av de två "polerna" som ligger på samma sida om ekvatorsplanet som det tredje hörnet i {\displaystyle \triangle ABC} ett hörn i {\displaystyle \triangle A'B'C'}.
Om {\displaystyle \triangle A'B'C'} är den polära triangeln till {\displaystyle \triangle ABC}, så är {\displaystyle \triangle ABC} den polära triangeln till {\displaystyle \triangle A'B'C'}.
Notera att sidlängderna för sfäriska trianglar uttrycks i radianer. För att omvandla till längdmått får man alltså multiplicera med sfärens radie.
En viktig egenskap hos den polära triangeln är den polära dualitetssatsen som säger att supplementvinklarna till den ena triangelns sidor är lika med den andra triangelns hörnvinklar. Sålunda gäller för hörn och vinklar i {\displaystyle \triangle ABC} (beteckningar enligt figur 2):.
{\displaystyle {\begin{alignedat}{3}a&=\pi -\alpha ',&b&=\pi -\beta ',&c&=\pi -\gamma ',\\\alpha &=\pi -a',&\qquad \beta &=\pi -b',&\qquad \gamma &=\pi -c'\end{alignedat}}}
och motsvarande för {\displaystyle \triangle A'B'C'}.

## Konstruktion
Hörnen i den polära triangeln konstrueras på följande sätt, nedan exemplifierat av hörnet {\displaystyle A'}.
Dra normalen genom sfärens origo, {\displaystyle O}, till det plan som definieras av {\displaystyle {\overline {OB}}} och {\displaystyle {\overline {OC}}} (och innehåller sidan {\displaystyle a} i {\displaystyle \triangle ABC}). Hörnet {\displaystyle A'} är den av normalens skärningspunkter med sfärens yta som ligger på samma sida om planet som {\displaystyle A}.
Den polära triangelns båda övriga hörn {\displaystyle B'} och {\displaystyle C'} konstrueras på motsvarande sätt genom normalerna till storcirkelplanen innehållande {\displaystyle b} respektive {\displaystyle c}.

## Egenskaper

Figur 2.

Figur 6.

- Den polära triangeln {\displaystyle \triangle A'B'C'} är en dual till {\displaystyle \triangle ABC} i bland annat meningen att {\displaystyle \triangle ABC} är den polära triangeln till {\displaystyle \triangle A'B'C'}.

Bevis
{\displaystyle {\overline {OC}}} är vinkelrät mot både {\displaystyle {\overline {OA'}}} ({\displaystyle OA'} är ju normalen till planet {\displaystyle OBC}) och {\displaystyle {\overline {OB'}}} ({\displaystyle OB'} är ju normalen till planet {\displaystyle OAC}). Således utgör {\displaystyle {\overline {OC}}} normalen genom origo till planet {\displaystyle OA'B'} och {\displaystyle C'} ligger på samma sida om planet som {\displaystyle C} eftersom vinkeln {\displaystyle \angle COC'} är mindre än 90° ( {\displaystyle C'} valdes ju som den skärningspunkt som ligger ju på samma sida om planet {\displaystyle OAB} som {\displaystyle C} och vinkeln kan därför inte överstiga 90°). Att samma sak gäller övriga hörn i {\displaystyle \triangle ABC} visas analogt.
- En sfärisk triangel med alla sidor (och därmed alla hörnvinklar) lika med {\displaystyle {\frac {\pi }{2}}} är självdual, det vill säga att dess polära triangel är identisk med triangeln själv.

Bevis
{\displaystyle {\vec {OA}}} är vikelrät mot planet {\displaystyle OBC} eftersom den är vinkelrät mot både {\displaystyle {\overline {OB}}} och {\displaystyle {\overline {OC}}}. {\displaystyle {\overline {OA}}} har också sin fotpunkt i origo. Detta är exakt de egenskaper som {\displaystyle {\vec {OA'}}} skall ha och alltså är {\displaystyle {\vec {OA}}={\vec {OA'}}} eftersom de har samma riktning (båda ligger ju på samma sida om planet {\displaystyle OBC}). Detsamma gäller såklart de båda övriga polparen {\displaystyle B/B'} och {\displaystyle C/C'}.
- Om den storcirkel i vilken en sida i den ena triangeln ingår utgör "ekvator" på sfären, utgör det motsvarande motstående hörnet i den andra triangeln en av polerna.

Exempel
{\displaystyle A'} är pol på sfären om {\displaystyle a}, storcirkelbågen från {\displaystyle B} till {\displaystyle C}, ingår i ekvatorn eftersom {\displaystyle {\overline {OA'}}} är normalen genom origo till planet {\displaystyle OBC}. På samma sätt är {\displaystyle A} en pol till sfären om {\displaystyle a'} ingår i ekvatorn.

Figur 3.

Figur 4.

Figur 5.

- Eftersom meridianer (storcirklar som går genom en pol) skär ekvatorn i rät vinkel är vinklarna i {\displaystyle D}, {\displaystyle E}, {\displaystyle F}, {\displaystyle G}, {\displaystyle H} och {\displaystyle K} räta (figur 2). Alla storciklar genom polen bildar ju storcirkelplan som innehåller vektorn från origo till polen, vilken ju är vinkelrät mot ekvatorsplanet. Härav följer också att höjden (höjderna är gröna i figur 3) till ett hörn i en sfärisk triangel går genom den motsatta sidans pol (höjden är ju vinkelrät mot denna sida och alltså en meridian till polen). Eftersom denna storcirkel går genom en pol till vardera triangeln delar alltså de båda trianglarnas höjder storcirklar och, eftersom höjderna i en sfärisk triangel skär varandra i ortocentrum, är även ortocentrum gemensamt för båda trianglarna.

Exempel
{\displaystyle OA'} ligger i det plan som storcirkeln genom {\displaystyle A'} och {\displaystyle G} genererar och {\displaystyle OA'} är vinkelrät mot ekvatorsplanet i vilket {\displaystyle G} ligger: således är vinkeln i {\displaystyle G}, vinkeln mellan meridianplanet och ekvatorsplanet, rät.
- Den kanske viktigaste egenskapen är att supplementvinkeln till en hörnvinkel i den ena triangeln är den motsvarande motstående sidan i den andra, det vill säga att summan av den ena triangelns sida och den andra triangelns motsvarande motstående hörnvinkel är lika med {\displaystyle \pi }, således (beteckningar enligt figur 2):

{\displaystyle \alpha +a'=\beta +b'=\gamma +c'=a+\alpha '=b+\beta '=c+\gamma '=\pi }
eller, för sidor och hörn i {\displaystyle \triangle ABC}:
{\displaystyle {\begin{alignedat}{3}a&=\pi -\alpha ',&b&=\pi -\beta ',&c&=\pi -\gamma ',\\\alpha &=\pi -a',&\qquad \beta &=\pi -b',&\qquad \gamma &=\pi -c'\end{alignedat}}}
och för sidor och hörn i {\displaystyle \triangle A'B'C'}:
{\displaystyle {\begin{alignedat}{3}a'&=\pi -\alpha ,&b'&=\pi -\beta ,&c'&=\pi -\gamma ,\\\alpha '&=\pi -a,&\qquad \beta '&=\pi -b,&\qquad \gamma '&=\pi -c\end{alignedat}}}
Denna omständighet kallas för polära dualitetssatsen och innebär att om man har ett förhållande som gäller för hörnvinklar och sidor i en sfärisk triangel kan man byta hörnvinklarna mot supplementen till sidorna och sidorna mot supplementen till hörnvinklarna och få ett annat förhållande för den polära triangeln. Härledningen av den duala cosinussatsen för {\displaystyle \triangle ABC} ur att den sfäriska cosinussatsen gäller för dess polära triangel {\displaystyle \triangle A'B'C'} är ett exempel på detta.
Bevis
Vi har i figur 4:
{\displaystyle \angle DOB+a=\angle DOC={\frac {\pi }{2}}} (ekvatorn till polen {\displaystyle C} går ju genom {\displaystyle D})
{\displaystyle a+\angle COG=\angle BOG={\frac {\pi }{2}}} (ekvatorn till polen {\displaystyle B} går ju genom {\displaystyle G})
vilket ger:
{\displaystyle \alpha '=\angle DOG=\angle DOB+a+\angle COG=}
{\displaystyle =\left(\angle DOB+a\right)+\left(a+\angle COG\right)-a={\frac {\pi }{2}}+{\frac {\pi }{2}}-a=\pi -a}
{\displaystyle \beta '=\pi -b} och {\displaystyle \gamma '=\pi -c} visas analogt.
Vi har också (eftersom {\displaystyle \angle KOH=\alpha }, ty både {\displaystyle K} och {\displaystyle H} ligger ju på ekvatorn till polen {\displaystyle A}) i figur 5:
{\displaystyle \angle B'OK+\alpha =\angle B'OH={\frac {\pi }{2}}} (ekvatorn till polen {\displaystyle B'} går ju genom {\displaystyle H})
{\displaystyle \alpha +\angle HOC'=\angle KOC'={\frac {\pi }{2}}} (ekvatorn till polen {\displaystyle C'} går ju genom {\displaystyle K})
vilket ger:
{\displaystyle a'=\angle B'OC'=\angle B'OK+\alpha +\angle HOC'=}
{\displaystyle =\left(\angle B'OK+\alpha \right)+\left(\alpha +\angle HOC'\right)-\alpha ={\frac {\pi }{2}}+{\frac {\pi }{2}}-\alpha =\pi -\alpha }
{\displaystyle b'=\pi -\beta } och {\displaystyle c'=\pi -\gamma } visas analogt.
- Summan av radierna[2] för en sfärisk triangels inskrivna cirkel och dess polära triangels omskrivna cirkel är lika med {\displaystyle {\frac {\pi }{2}}} och cirklarna har samma origo på sfärens yta[3].

Bevis
Betrakta den inskrivna cirkeln (turkos) med radien {\displaystyle r} i den blå triangeln {\displaystyle \triangle ABC} och den omskrivna cirkeln (orange) till den polära triangeln (röd) {\displaystyle \triangle A'B'C'} i figur 6. Den inskrivna cirkelns radier till tangeringspunkterna {\displaystyle L}, {\displaystyle M} och {\displaystyle N} är vinkelräta mot cirkeln och därmed också mot respektive triangelsida. En storcirkel som är vinkelrät mot en triangelsida är en meridian som går genom polen till sidan: cirkelbågarna {\displaystyle LA'}, {\displaystyle MB'} och {\displaystyle NC'} är alltså samtliga meridianer och eftersom de går från respektive ekvator till dess pol har de alla längden {\displaystyle {\frac {\pi }{2}}}. Vi noterar då att {\displaystyle PA'+r=PB'+r=PC'+r={\frac {\pi }{2}}}. Avståndet från P till de tre polerna i vilken den omskrivna cirkeln tangerar den polära triangeln är alltså lika och detta innebär att P är origo i även den omskrivna cirkeln (origo är ju den enda punkt som kan ha samma avstånd till tre olika punkter på en cirkel) och att denna cirkel har radien {\displaystyle PA'=PB'=PC'={\frac {\pi }{2}}-r}.